# Атланта (тауншип, Миннесота)
Атланта (англ. Atlanta) — тауншип в округе Бекер, Миннесота, США. На 2000 год его население составило 113 человек.

## География
По данным Бюро переписи населения США площадь тауншипа составляет 93,6 км², из которых 92,1 км² занимает суша, а 1,4 км² — вода (1,52 %).

## Демография
По данным переписи населения 2000 года здесь находились 113 человек, 44 домохозяйства и 34 семьи. Плотность населения —  1,2 чел./км². На территории тауншипа расположено 46 построек со средней плотностью 0,5 построек на один квадратный километр. Расовый состав населения: 99,12 % белых и 0,88 % азиатов.
Из 44 домохозяйств в 36,4 % воспитывались дети до 18 лет, в 68,2 % проживали супружеские пары, в 4,5 % проживали незамужние женщины и в 20,5 % домохозяйств проживали несемейные люди. 20,5 % домохозяйств состояли из одного человека, при том 6,8 % из — одиноких пожилых людей старше 65 лет. Средний размер домохозяйства — 2,57, а семьи — 2,94 человека.
26,5 % населения — младше 18 лет, 9,7 % — в возрасте от 18 до 24 лет, 27,4 % — от 25 до 44, 28,3 % — от 45 до 64, и 8,0 % — старше 65 лет. Средний возраст — 32 года. На каждые 100 женщин приходилось 130,6 мужчин. На каждые 100 женщин старше 18 приходилось 137,1 мужчин.
Средний годовой доход домохозяйства составлял 28 393 доллара, а средний годовой доход семьи —  31 875 долларов. Средний доход мужчин —  27 083  доллаа, в то время как у женщин — 20 000. Доход на душу населения составил 11 453 доллара. За чертой бедности не находилась ни одна семья и 8,5 % всего населения тауншипа, из которых 35,3 % старше 65 лет.